# Папас, Фред
Фред Папас (нем. Fred Papas; 15 мая 1921, Людвигсхафен-ам-Райн, Германия — 2 декабря 1984, Нойштадт, Германия) — оберштурмфюрер СС, кавалер Рыцарского креста Железного креста.

## Карьера
С 3 марта 1933 член Гитлерюгенда. 28 марта 1941 года вступает в ряды СС (№ 402324) с зачислением в 1-ю роту запасного батальона СС «Мёртвая голова», расположенного в Праге. 25 сентября 1941 переведён в 3-ю роту 3-го мотоциклетного батальона СС 3-й дивизии СС «Мёртвая голова», где с января становится командиром отделения. С июля 1942 служит во 2-й роте 5-го пехотного полка «Туле».
По окончании юнкерского училища в Брауншвейге 1 сентября 1943 года произведён в унтерштурмфюреры СС. С ноября 1943 командир своего полка. С июня 1944 ордонанс-офицер, с октября — адъютант, с ноября — заместитель командира 17-го разведывательного батальона 17-й моторизованной дивизии СС «Гёц фон Берлихинген».
27 декабря 1944 года награждён Рыцарским крестом Железного креста.

## Награды
- Железный крест 2-го класса (14 марта 1942)
- Железный крест 1-го класса (12 декабря 1944)
- Нагрудный знак За ранение в бронзе
- Рыцарский крест (27 декабря 1944)